# Onthophagus verticicornis
Onthophagus verticicornis är en skalbaggsart som beskrevs av Johann Nepomuk von Laicharting 1781. Onthophagus verticicornis ingår i släktet Onthophagus och familjen bladhorningar. Inga underarter finns listade i Catalogue of Life.

## Bildgalleri

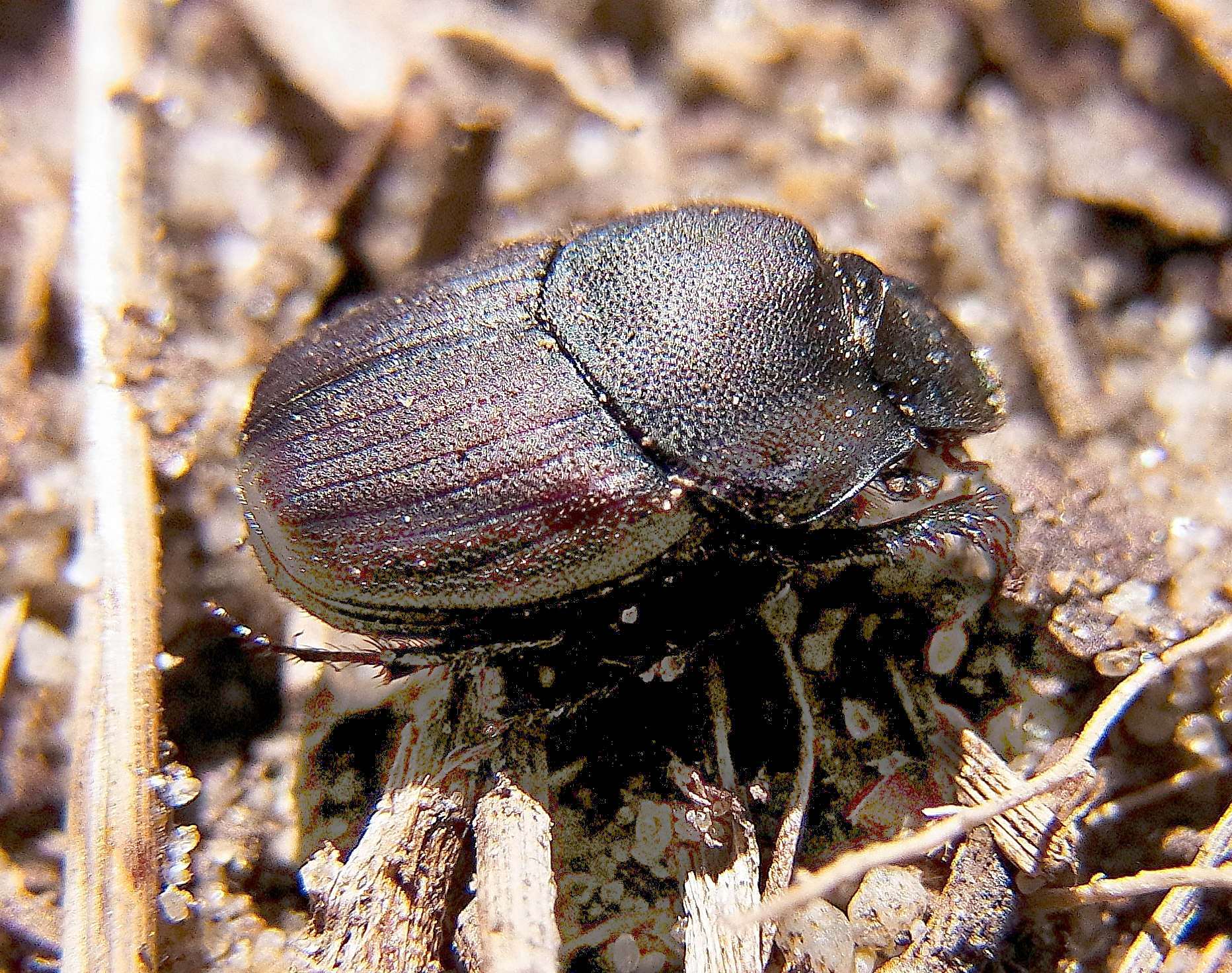
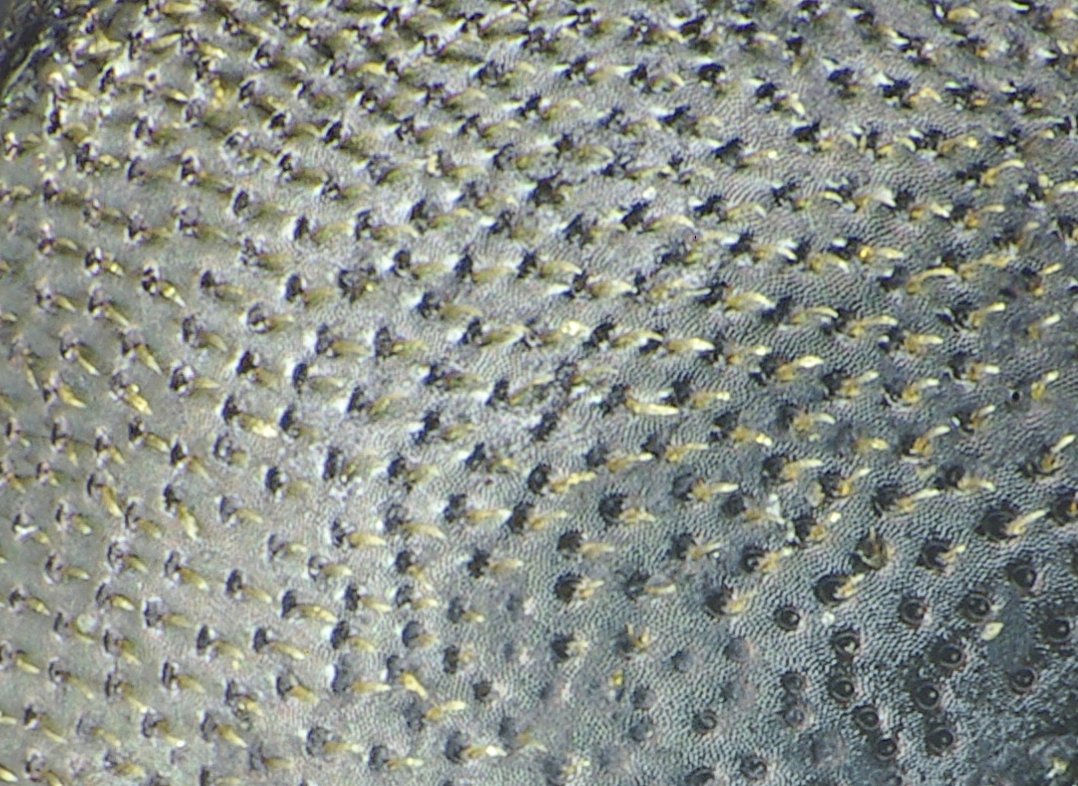
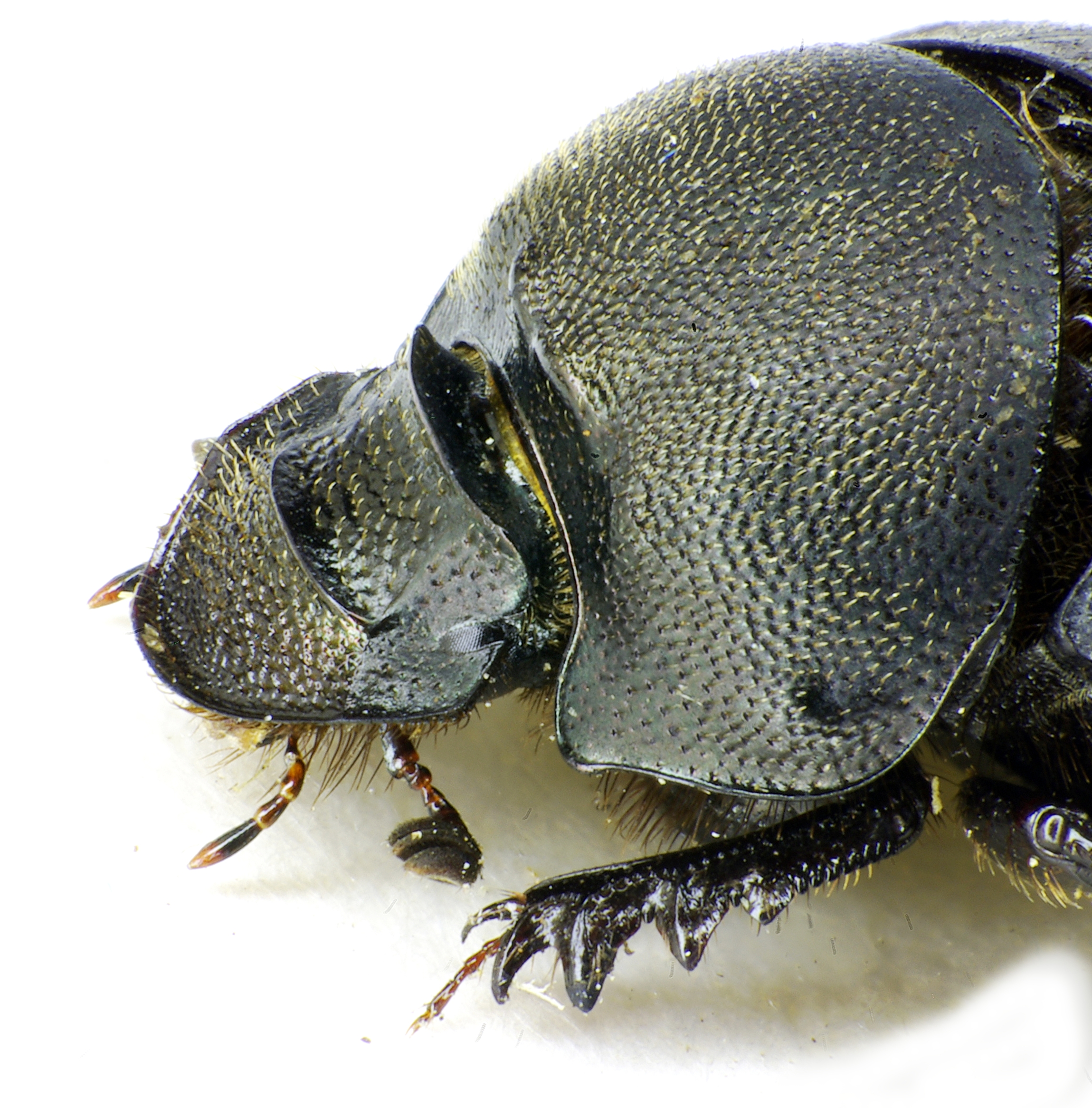
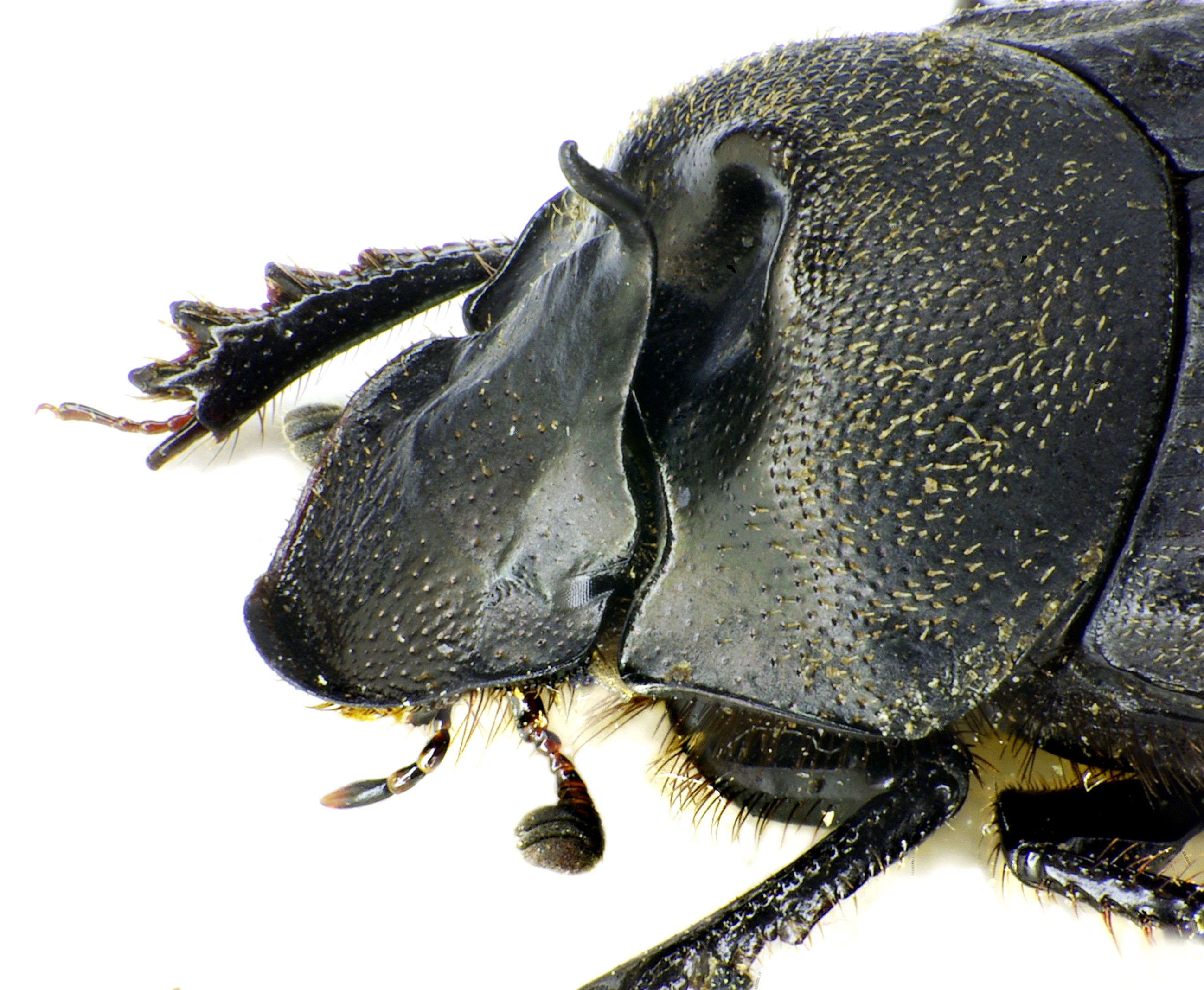
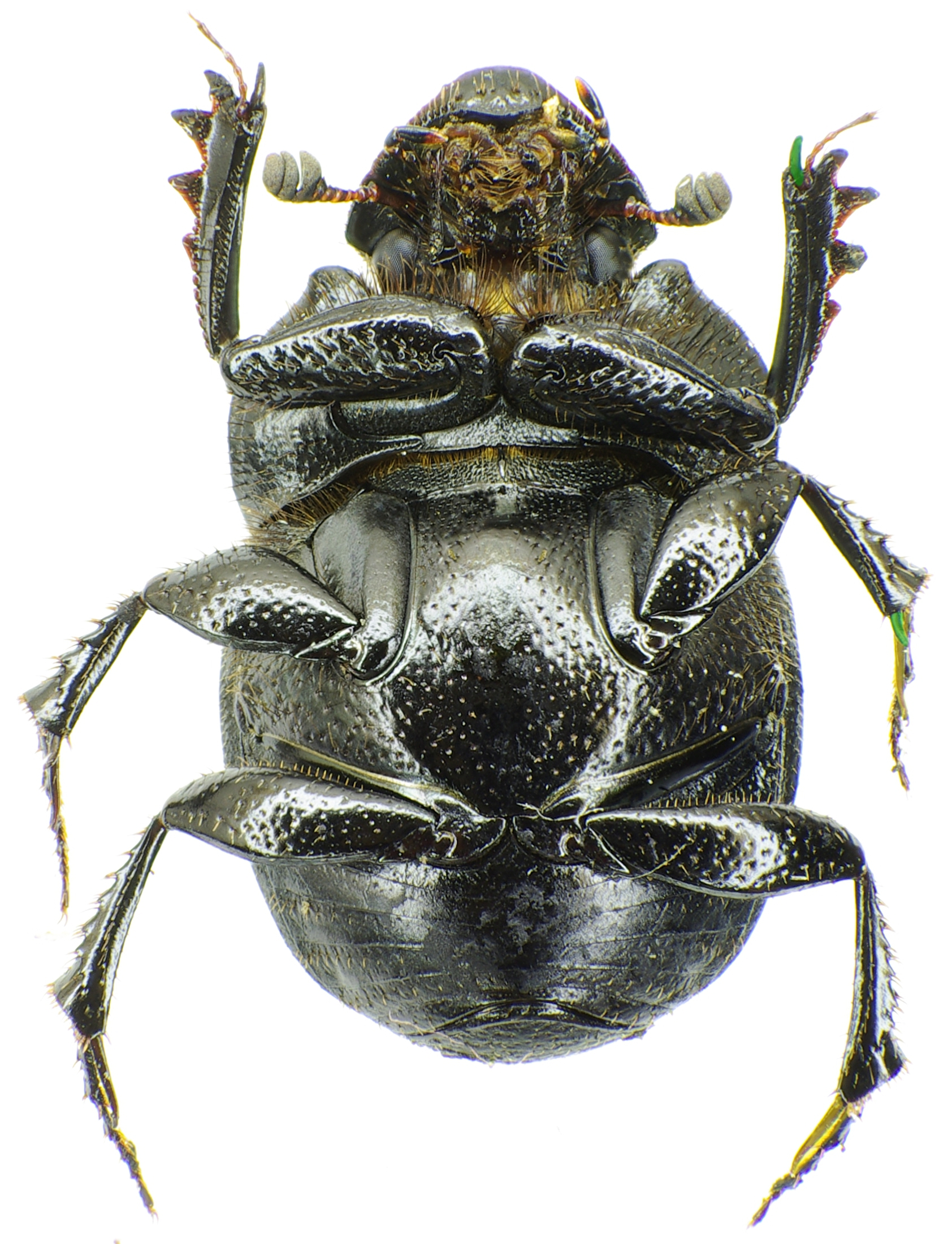